# Kagoshima United FC
Kagoshima United FC (jap. 鹿児島ユナイテッドFC Kagoshima Yunaiteddo Efu Shī) ist ein japanischer Fußballverein aus Kagoshima in der gleichnamigen Präfektur. Er spielt seit 2025 in der dritten Liga, der J3 League.

## Geschichte
Der Verein entstand 2014 als Fusion zwischen Volca Kagoshima und FC Kagoshima.
Volca Kagoshima wurde 1959 gegründet und spielte seit 1973 in der Kyūshū Soccer League. Man nahm insgesamt fünfmal an der nationalen Regionalligen-Finalrunde teil, schaffte den Sprung in die höheren Ligen jedoch nie.
FC Kagoshima wurde als Osumi NIFS United FC, dem Team des Nationalen Institutes für Fitness und Sport in Kanoya, im Jahr 1994 gegründet. Der Aufstieg in die Kyushu Soccer League erfolgte 2004, die Umbenennung in FC Kagoshima 2010.
Beide Mannschaften versuchten zunächst unabhängig voneinander den Aufstieg in die Japan Football League zu erreichen. Die Idee einer Fusion wurde erstmals 2012 durch den Fußballverband der Präfektur Kagoshima ins Spiel gebracht, die Gespräche zwischen den Vereinen wurden zunächst jedoch erfolglos abgebrochen. Erst ein Jahr später und auf Anraten der J. League kam ein Abschluss zustande. Da sich beide Mannschaften zudem bis in die Endrunde der Regionalliga-Finalrunde 2013 spielten, wo der FC knapp vor Volca den zum Aufstieg berechtigenden dritten Platz erreichte, begann der neugegründete Verein sein Dasein in der Japan Football League 2014.
Im japanischen Amateur-Oberhaus spielte Kagoshima United von Anfang an um die vorderen Plätze mit. So wurde am Ende der Saison 2014 der dritte, ein Jahr später der vierte Platz erreicht. Dieser reichte letztlich zum Aufstieg, da United als einziger der drei J3-League-Anwärter dieser Saison unter den besten Vier landete.

## Stadion

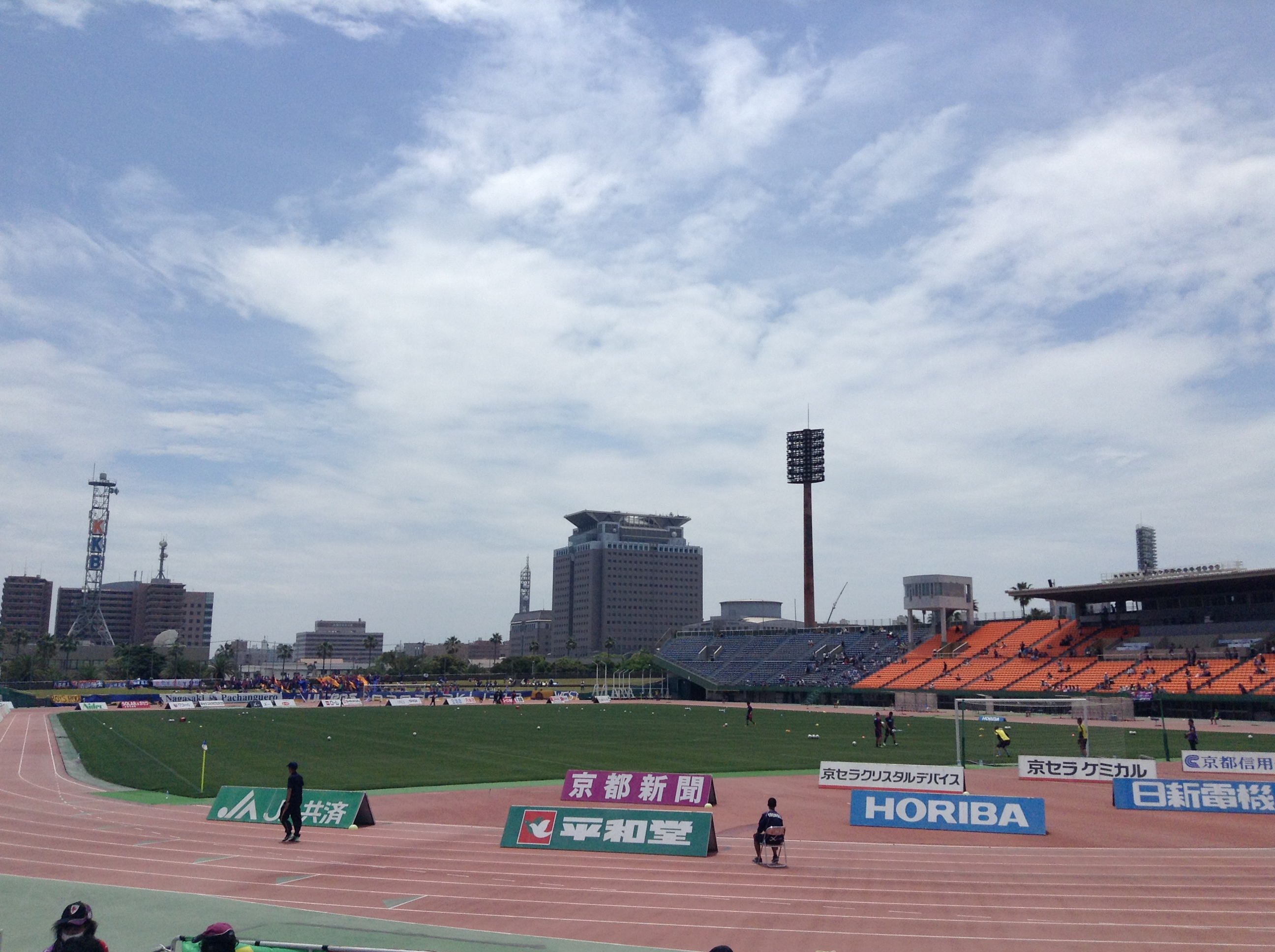
Shiranami Stadium

Der Verein trägt seine Heimspiele im Shiranami Stadium (白波スタジアム), dem ehemaligen Kagoshima Kamoike Stadium, in Kagoshima in der Präfektur Kagoshima aus. Das Stadion, dessen Eigentümer die Präfektur Kagoshima ist, hat ein Fassungsvermögen von 19.934 Zuschauern.
Koordinaten: 31° 33′ 53,4″ N, 130° 33′ 36,7″ O

## Spieler
Stand: Saisonende 2024
| Nr. |       | Position | Name             |
| --- | ----- | -------- | ---------------- |
| 1   | Japan | TW       | Ryota Izumori    |
| 3   | Japan | AB       | Ryō Toyama       |
| 4   | Japan | AB       | Kenta Hirose     |
| 5   | Japan | AB       | Akira Ibayashi   |
| 6   | Japan | MF       | Eisuke Watanabe  |
| 7   | Japan | MF       | Kazuki Chibu     |
| 8   | Japan | MF       | Keita Fujimura   |
| 9   | Japan | ST       | Kōki Arita       |
| 10  | Japan | ST       | Noriaki Fujimoto |
| 11  | Japan | MF       | Junki Goryō      |
| 13  | Japan | TW       | Kenta Matsuyama  |
| 14  | Japan | MF       | Hiroya Nodake    |
| 15  | Japan | MF       | Kazuaki Ihori    |
| 16  | Japan | AB       | Ryōsuke Kawano   |
| 17  | Japan | MF       | Kōta Hoshi       |
| 18  | Japan | ST       | Mikuto Fukuda    |
| 19  | Japan | AB       | Shūto Inaba      |
| 20  | Japan | MF       | Masayoshi Endo   |

| Nr. |       | Position | Name             |
| --- | ----- | -------- | ---------------- |
| 21  | Japan | MF       | Wataru Tanaka    |
| 23  | Japan | AB       | Shōsei Okamoto   |
| 24  | Japan | MF       | Sota Nagai       |
| 25  | Japan | ST       | Jin Hanato       |
| 26  | Japan | AB       | Kosuke Kawashima |
| 27  | Japan | MF       | Takumi Yamaguchi |
| 28  | Japan | AB       | Issei Tone       |
| 30  | Japan | MF       | Yuji Kimura      |
| 31  | Japan | TW       | Ōno Chol-hwan    |
| 32  | Japan | ST       | Takaya Numata    |
| 34  | Japan | ST       | Shota Suzuki     |
| 35  | Japan | MF       | Shūto Nakahara   |
| 36  | Japan | ST       | Rei Yonezawa     |
| 38  | Japan | ST       | Ryo Arita        |
| 39  | Japan | ST       | Shuntarō Kawabe  |
| 46  | Japan | ST       | Seiya Take       |
| 92  | Japan | ST       | Charles Nduka    |

## Trainerchronik
| Trainer         | Nation     | von             | bis               |
| --------------- | ---------- | --------------- | ----------------- |
| Takeshi Okubo   | Japan      | 1. Februar 2014 | 31. Januar 2015   |
| Tetsuya Asano   | Japan      | 1. Januar 2015  | 31. Dezember 2016 |
| Yasutoshi Miura | Japan      | 1. Januar 2017  | 31. Januar 2019   |
| Kim Jong-song   | Nordkorea  | 1. Februar 2019 | 31. Januar 2021   |
| Arthur Papas    | Australien | 1. Februar 2021 | 28. Mai 2021      |
| Yasuaki Ōshima  | Japan      | 28. Mai 2021    | 3. Juli 2021      |
| Nobuhiro Ueno   | Japan      | 4. Juli 2021    | 31. Januar 2022   |
| Naoto Ōtake     | Japan      | 1. Februar 2022 | 21. August 2023   |
| Yasuaki Ōshima  | Japan      | 22. August 2023 | 26. Mai 2024      |
| Tetsuya Asano   | Japan      | 28. Mai 2024    | 31. Januar 2025   |
| Naoki Sōma      | Japan      | 1. Februar 2025 |                   |

## Saisonplatzierung
| Saison | Liga | Teams | Pos.  | Zuschauer | Kaiserpokal | J. League Cup      |
| ------ | ---- | ----- | ----- | --------- | ----------- | ------------------ |
| 2014   | JFL  | 18    | 2.    | 1.825     | 2. Runde    | -                  |
| 2015   | JFL  | 18    | 4. ▲  | 2.624     | 1. Runde    | -                  |
| 2016   | J3   | 16    | 5.    | 3.665     | 1. Runde    | -                  |
| 2017   | J3   | 17    | 4.    | 3.508     | 2. Runde    | -                  |
| 2018   | J3   | 17    | 2. ▲  | 4.040     | 2. Runde    | -                  |
| 2019   | J2   | 22    | 21. ▼ | 5.783     | 2. Runde    | -                  |
| 2020   | J3   | 18    | 4.    | 2.214     | -           | -                  |
| 2021   | J3   | 15    | 7.    | 3.737     | 2. Runde    | -                  |
| 2022   | J3   | 18    | 3.    | 4.740     | 2. Runde    | -                  |
| 2023   | J3   | 20    | 2. ▲  | 5.904     | 1. Runde    | -                  |
| 2024   | J2   | 20    | 19. ▼ | 6.596     | 2. Runde    | 1. Runde (Runde 2) |
| 2025   | J3   | 20    |       |           |             |                    |

## Vereinsname
Der Vereinsname ist ein sprechender Name, er verweist auf die Fusion der beiden Vorgängerclubs Volca Kagoshima und FC Kagoshima.